# 상하이역사박물관

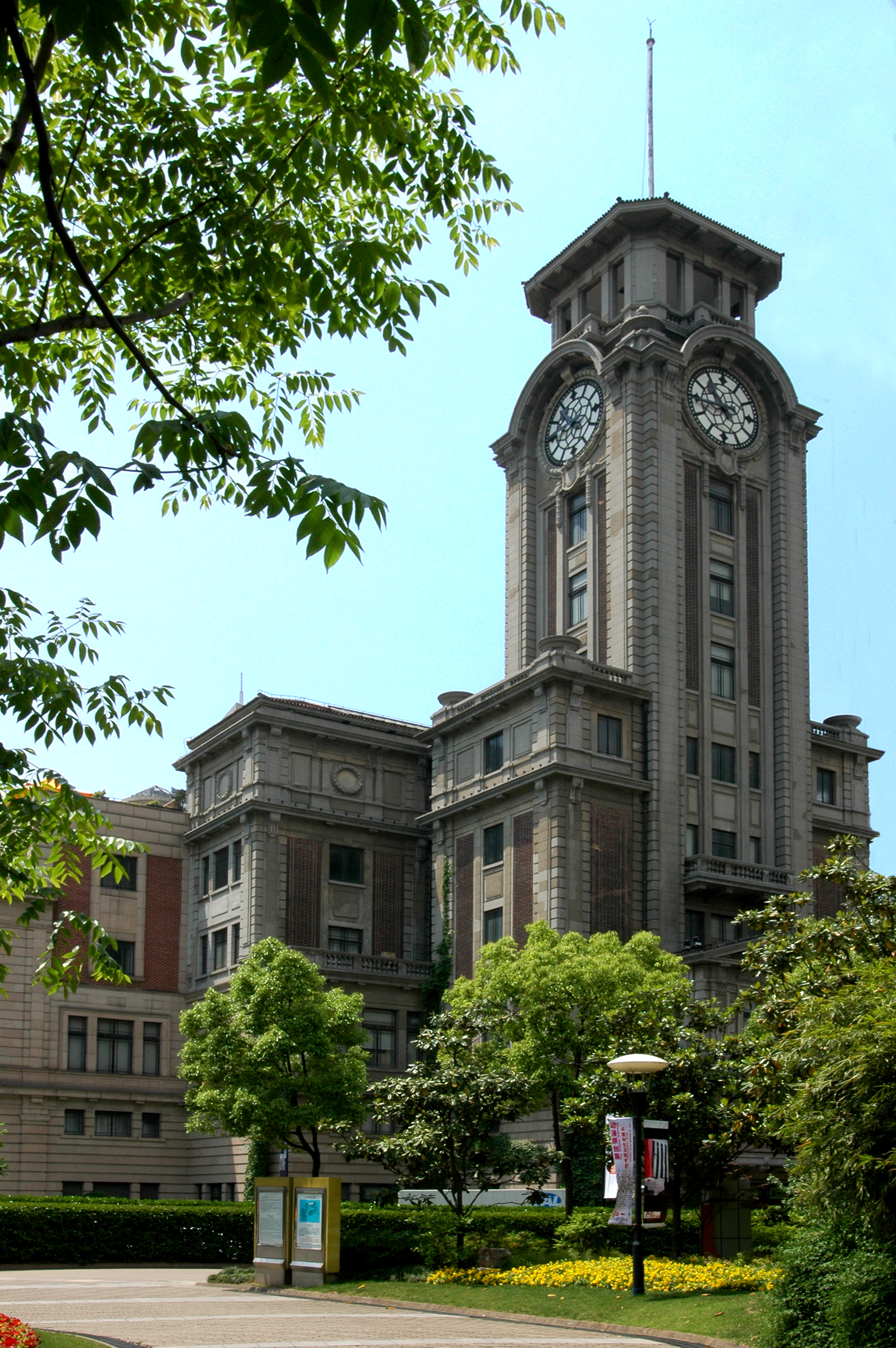
상하이역사박물관

상하이역사박물관(Shanghai History Museum, 上海市历史博物馆)은 중화인민공화국 상하이시의 역사를 전적으로 다루는 박물관이다. 이 박물관은 1843년 개항 시기부터 1949년 공산주의에 인계된 수백년에 걸친 상하이의 역사를 아우르는 물품들이 전시되어 있다. 이 박물관의 오래된 유물은 6,000년 전으로 거슬러 올라간다.

## 같이 보기
- 상하이 박물관